# Festa paesana
Festa paesana è un brano da concerto per banda del compositore olandese Jacob de Haan.

## Descrizione
Lunteren, un villaggio sulla Veluwe (una regione boscosa nei Paesi Bassi), ospita annualmente una festa paesana in cui domina il folclore. Festa paesana è stata musicata facendo uso di numerosi temi folclorici. Il tema nel brano è in parte basato su un inno olandese (Wien Neêrlands Bloed; quando viene usato un testo diverso è anche conosciuto come Inno di Lunteren).
L'opera inizia con un'introduzione festosa, accompagnata da campanelli e tamburi, nella quale si possono riconoscere dei frammenti dell'Inno di Lunteren. La musica passa in séguito a rappresentare la vendita all'asta di un cavallo. Si sentono dei cavalli correre nella pista mentre vengono frustati. Il tema successivo è in parte basato sull'inno. Il clima di tensione dell'asta tradizionale è amplificato da una cadenza che cresce costantemente in volume, raggiungendo il suo culmine quando viene urlata la parola "Sold!". La notte termina con una variazione maestosa sull'Inno di Lunteren.
Il mattino seguente, quando il campanile rintocca per sette volte, il villaggio viene destato dalla sveglia degli araldi. In una versione dell'inno in forma di fuga, si sente il villaggio che lentamente si anima. La situazione evolve con lo scampanare di tutte le torri nel villaggio, evento che determina l'inizio dei festeggiamenti. I carri tirati dai cavalli per le strade del paese producono un rumore tale da permettere di distinguere quando l'animale esita oppure corre freneticamente. Un gruppo tradizionale di danza folcloristica balla poi un valzer vorticoso, mentre il pubblico manifesta il proprio divertimento. I musicisti marciano lungo la scena ed incorporano il tema del valzer nella loro marcia, suonando poi fino a tarda notte per le strade. Nel frattempo, si sente il tema dell'inno in una variazione per coro (in tonalità minore). La prima volta è suonato pacatamente, come preparazione alla Domenica. Poi è suonato in maniera festosa, permettendo ai devoti abitanti di ricordare con soddisfazione i festeggiamenti ormai conclusi.